# Army of Love
«Army of Love» — первый сингл со второго альбома эстонской поп-певицы Керли. Авторами песни являются Керли, Жан Баптист, Мик Макгенри и Райан Буэндиа. Сингл вышел 16 декабря 2010 года и распространялся бесплатно через скачивание с сайта певицы. 12 апреля 2011 года сингл вышел в продажу в США.
30 апреля 2011 песня возглавила хит-парад танцевальных композиций Billboard'.

## Информация о песне
4 ноября 2010 года Керли объявила, что заглавием её первого сингла с нового альбома будет «Army of Love», и что видеоклип к этой песне уже почти готов. В песне используется электронный бит, основную роль в мелодике играет синтезатор. Керли заявила, что песня вдохновлена творчеством Spice Girls. На сайте UStream был объявлен конкурс ремиксов на песню, приём работ шёл до мая 2011 года.

## Отзывы критиков
«Army Of Love» получила преимущественно положительные оценки музыкальных изданий. Сайт TheReflectiveInking.com поставил 4 из 5 баллов; в рецензии был отмечен текст песни, Керли сравнили со шведской певицей Робин.
About.com выбрал этот трек в качестве «песни дня», а также сравнил её с творчеством Бьорк, Аврил Лавин, Кеши и Lady Gaga; критик сайта посчитал песню «запоминающейся», но охарактеризовал её как отход от звучания альбома Love Is Dead. Сходство с певицей Робин также было подмечено.
Сайт Popeater оставил положительный отзыв, где был отмечен «заразный электронный бит» и выдающееся вокальное исполнение певицы.

## Видеоклип
Официальная премьера видеоклипа состоялась 22 декабря 2010 года на YouTube. Видео было снято в Эстонии; режиссёром стал Каймар Кукк.
По сюжету клипа певица призывает лунных детей (так именуются поклонники Керли) вместе с ней захватить вселенную. Она декламирует первый куплет песни в рупор, на этот призыв откликаются её последователи. Все они отправляются в магический лес, где певица появляется в виде феи и встречает единорога. В следующей сцене Керли поёт в окружении толпы поклонников, а в финале она уезжает верхом на единороге.
13 апреля 2011 было зафиксировано 1.200000 просмотров видеоклипа на YouTube.

## Список композиций
Цифровой сингл
| №  | Название       | Длительность |
| -- | -------------- | ------------ |
| 1. | «Army of Love» | 3:24         |

## Позиции в чартах
Песня дебютировала на 51 месте чарта Billboard Hot Dance Club Songs. На 11 неделе своего пребывания в хит-параде она поднялась на его вершину.
| Чарт (2011)                    | Лучший результат |
| ------------------------------ | ---------------- |
| Billboard Hot Dance Club Songs | 1                |

## Хронология релизов
| Страна | Дата             | Формат                                                   |
| ------ | ---------------- | -------------------------------------------------------- |
| Мир    | 16 декабря, 2010 | цифровая дистрибуция (бесплатная загрузка с сайта Керли) |
| США    | 12 апреля, 2011  | цифровая дистрибуция (продажа)                           |